# Partido Liberal de Macedonia
El Partido Liberal de Macedonia (en macedonio: Либерална партија на Македонија, Liberalna partija na Makedonija) es un partido liberal macedonio, que es miembro del Partido de la Alianza de los Liberales y Demócratas por Europa, y es actualmente liderado por Ivon Velickovski.

## Historia
El Partido Liberal fue fundado el 5 de octubre de 1990 bajo el  nombre de la Unión de Fuerzas de la Reforma en Macedonia (en macedonio: Сојуз на реформски сили, Sojuz na reformski sili, SRS). A pesar de que  compartí su nombre con la Unión de Fuerzas de la Reforma que operaba en otras partes de la ex-Yugoslavia y al mando de Primer ministro Ante Marković, no estuvieron relacionados directamente con el partido. Aun así, debido a la popularidad de Marković, el partido tuvo un buen desempeño en las elecciones parlamentarias de 1990, obteniendo el 13.3% de los votos en la primera vuelta y un 16.1% en la segundo, obteniendo un total de 11 escaños parlamentarios. También formó alianzas con las Juventudes Democráticas-Partido Progresista (MDPS) en algunas áreas, y con el Partido Socialdemócrata, entre otros. La los candidatos de la alianza SRS–MDPS obtuvieron 6 escaños, mientras que la alianza con los socialdemócratas no lograron obtener ningún escaño.
En 1991 el partido se fusionó con el MDPS y fue rebautizado como Fuerzas de Reforma en Macedonia–Partido Liberal, antes de que adquiriera su nombre actual en 1993. Fue parte  de la Alianza por Macedonia en las elecciones presidenciales de 1994. La Alianza ganó 87 asientos en la Asamblea, mientras que el Partido Liberal obtuvo otros 5 escaños, y otro escaños que obtuvo tras formar una alianza con la Unión Socialdemócrata.
En abril de 1997 el Partido Liberal se fusionó con el Partido Democrático, para dar paso a la formación del Partido Democrático Liberal (LDP). Sin embargo, varios exmilitantes del Partido Liberal decidieron salirse del LDP en diciembre de 1999, hasta que el partido volviera a reestablecerse.
El partido estableció una nueva alianza con el VMRO-DPMNE para las elecciones parlamentarias de 2002, pero la alianza fue derrotada por la coalición Juntos por Macedonia. Ambos partidos permanecieron aliados, junto con la incorporación de varios otros partidos para las elecciones parlamentarias de 2006, lo que los llevó a conformar el bloque más grande de la Asamblea con 45 de los 120 escaños ocupados, de los cuales 2 pertenecieron al Partido Liberal.
Previo a las elecciones parlamentarias de 2008, el partido se unió a Sol–Coalición por Europa junto a la Unión Socialdemócrata (SDSM) y muchos otros partidos. La coalición perdió las elecciones ante la VMRO-DPMNE, quienes estaban siendo liderados por la alianza Por una Mejor Macedonia. El Partido Liberal mantuvo su alianza con el SDSM para las elecciones parlamentarias de 2011, pero nuevamente perdió ante una alianza liderada por la VMRO-DPMNE.
Previo a las elecciones presidenciales de 2014, el partido se convirtió en parte de la coaliciíon Opción Ciudadana por Macedonia.

## Miembros de la Asamblea
| Período   | Miembros | Notas                                                        |
| --------- | --- | ------------------------------------------------------------ |
| 1991–1994 | Stojan Andov, Time Andonov, Todor Dimov, Petar Georgiev, Gjulistana Jumerovska, Zoran Krstevski, Jovan Manchevski, Panche Minov, Simon Naumovski, Slave Naumovski, Dimitar Popovski | Elegidos como miembros de la Unión de las Fuerzas Reformadas |
| 1991–1994 | Sande Davchev, Dimitar Dimitrovski, Jakim Ivanovski, Panche Nasev, Todosija Paunov, Naum Simjanovski                                                                                | Elegidos en la lista conjunta SRS-MPDS                       |
| 1991–1994 | Ivan Ivanov | Elegido como candidato de la coalición MPDS-SPM              |